# Алёшня (городской округ город Тула)
Алёшня — село в Тульской области России. 
В рамках организации местного самоуправления входит в городской округ город Тула, в рамках административно-территориального устройства является центром Алёшинского сельского округа Ленинского района Тульской области.

## География
Расположено в 24 км к западу от областного центра, города Тула (по прямой от Тульского кремля).

## Название
Название села произошло от проходившего по селу оврага — Алёшенка. Также село называли Фабрика — по бывшей парусной фабрике.

## История
Село возникло не позднее первой половины XVII века. При Петре I тульский купец Иван Лугинин выстроил в Алёшне на реке Песочне, притоке Упы, парусную фабрику, которая впоследствии сменила производство парусов на армейское сукно. Ткацкие станки приводились в движение с помощью водяного двигателя. На фабрике работали крестьяне, которых называли фабричными. Улица Фабричная осталась в Алёшне и сегодня.
В 1832—1834 годы здесь недовольные работники проявили серьёзные волнения, подавленные силами военных и полиции. Но во второй половине XIX века производство Лугининых совершенно заглохло.
После отмены крепостного права владелец поместья в Алёшне Ф. Ф. Лугинин устроил у себя в имении конный завод. К началу XX века семейство Лугининых почти разорилось, а местные крестьяне помимо земледелия занимались слесарным ремеслом и ещё более выделкой печных приборов, гармонным промыслом, а также столярным, плотницким и штукатурным. Еженедельно по воскресеньям в Алёшне бывали базары, а 14 сентября ежегодно — Воздвиженская ярмарка, продолжавшаяся неделю.
В 90-е годы XIX века в Алёшне открылись земское училище и, при непосредственном участии уездного Комитета попечительства о народной трезвости, библиотека-читальня.
По данным П. Малицкого, каменный храм в селе во имя Покрова Пресвятой Богородицы построен в 1756 году на средства купца Иллариона Ивановича Лугинина с придельным алтарём во имя Максима Исповедника. Местночтимая икона — Божией Матери «Всех скорбящих Радость». Приют состоял из священника и псаломщика. Колокольня и весь храм, стоящие на высоком холме, в ясную погоду как бы парят над землёй, привлекая внимание своими светлыми классическими архитектурными формами и изяществом. В настоящее время это единственный храм, который стал восстанавливаться с лета 2000 года. По воскресным и праздничным дням здесь проводит службы священник Александр. Ему помогает молодой алтарник Вадим Шитов, проживающий вместе с отцом Александром на квартире в Алёшне. В восстановлении храма посильную помощь оказывает местная сельская администрация.
До 1990-х гг. было центром Алёшинского сельсовета. В 1997 году стало центром Алёшинского сельского округа Ленинского района Тульской области.
В рамках организации местного самоуправления с 2006 до 2014 гг. село входило в Фёдоровское сельское поселение Ленинского района, с 2015 года — в Привокзальный территориальный округ в составе городского округа город Тула.

## Население
| 1859 | 1897  | 1915  | 2002  | 2010  |
| ---- | ----- | ----- | ----- | ----- |
| 1810 | ↘1045 | ↗1301 | ↘1202 | ↘1194 |

## Инфраструктура
В селе имеются МБОУ «Центр образования №51», детский сад, амбулатория, дом культуры, отделение почтовой связи.

## Достопримечательности
В селе расположена действующая Церковь Покрова Пресвятой Богородицы (1756).